# Emporio Daverio
Emporio Daverio è stato un programma televisivo italiano di genere documentario artistico, ideato e condotto da Philippe Daverio e dedicato in ciascuna puntata ad una specifica città o unità geografica italiana, in onda nel biennio 2010-2011 il mercoledì alle 22.00 su Rai 5.

## Il programma
L'analisi dell'arte, dell'architettura, della gastronomia, della cultura diventa chiave di riflessione sul passato e sul presente della città. Il programma mostra il bello, l'inusuale e il recondito, senza inserirsi nei dibattiti contemporanei. Lo scopo, oltre al piacere estetico, è lo stimolo della curiosità e della conoscenza necessarie a un piano di salvaguardia del patrimonio artistico nazionale. Lo stile è spigliato e ironico e non manca l'accompagnamento musicale.
Il programma, scritto dallo stesso Daverio per la regia di Flavio Bernard e Alessandro Tresa, è stato trasmesso tra dicembre 2010 e marzo 2011 su Rai 5, la neonata rete generalista di stampo culturale di cui è stato uno dei programmi di lancio. Repliche della puntata sono state trasmesse nel corso della settimana in fasce orarie diverse. Le audioguide sono a cura di Alessandro Buccini, la sigla finale e gli inserti animati di Giuseppe Ragazzini.

## Puntate
1. Siena (in onda il 02-12-10)
2. Mantova (in onda il 08-12-10)
3. Ferrara (in onda il 15-12-10)
4. I laghi lombardi (in onda il 12-01-11)
5. Il biellese (in onda il 19-01-11)
6. Bassano del Grappa (in onda il 26-01-11)
7. Aosta (in onda il 02-02-11)
8. Il Tirolo (in onda il 09-02-11)
9. Orvieto (in onda il 16-02-11)
10. Bologna (in onda il 23-02-11)
11. Busseto (in onda il 02-03-11)
12. Conegliano (in onda il 09-03-11)